# Schwäbisches Reichsgrafenkollegium

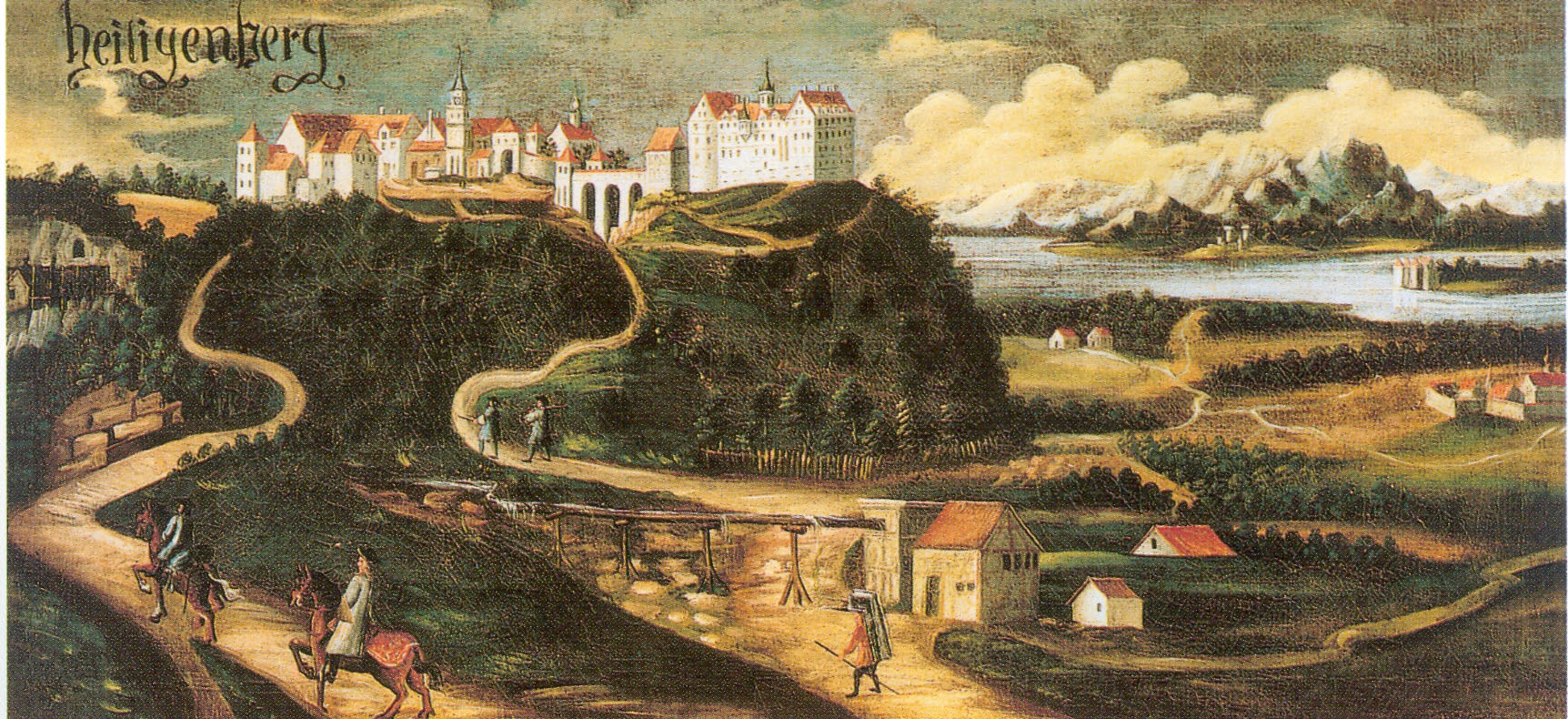
Der Graf von Heiligenberg aus dem Hause Fürstenberg nahm den Ehrenplatz auf der Grafenbank ein

Das schwäbische Reichsgrafenkollegium, auch schwäbische Reichsgrafenbank genannt, war der korporative Zusammenschluss der schwäbischen Reichsgrafen und Herren zur Wahrung ihrer Interessen auf den Reichstagen, insbesondere im Reichsfürstenrat und im schwäbischen Reichskreis.

## Entwicklung
Vorangegangen waren im schwäbischen Raum verschiedene ältere Zusammenschlüsse wie die Rittergesellschaft mit Sankt Jörgenschild von 1407 oder der Schwäbische Bund von 1488.
Am Ende des 15. Jahrhunderts entstand als Interessenvertretung des mindermächtigen hohen Adels in Sachen des Heiligen Römischen Reiches ein Grafenverein. Dieser trat neben das Wetterauische Reichsgrafenkollegium. Seit dem Reichstag von 1495 beanspruchten die Wetterauer und Schwaben je eine Stimme im Reichstag. Anfangs war indes nur die Stimme der Wetterauer Grafen unbestritten. Den Schwaben gelang erst 1524 vom Kaiser die feste Zusage für eine zweite gräfliche Kuriatstimme für die Reichsgrafen.
Seit 1549 verfügten die schwäbischen Grafen über eine ständige Gesandtschaft auf Reichsversammlungen. Die Gesandten vertraten ab 1557 auch die fränkischen Reichsgrafen. Mit der Bildung eines eigenen fränkischen Reichsgrafenkollegiums nach 1641 endete die Vertretung.
Im Jahr 1579 schloss das wetterauische mit dem schwäbischen Kollegium die Dinkelsbühler Union ab. Diese sah die gegenseitige Unterstützung gegen andere Reichsstände und einen gewaltlosen Interessenausgleich nach innen vor.

## Organisation
An der Spitze des Kollegiums standen zwei Direktoren, Grafenhauptmänner genannt. Hinzu kamen später Adjunkte aus den Mitgliedern als weitere Amtsträger. Ohne deren Zustimmung konnte kein Grafentag einberufen werden und die Direktoren hatten in wichtigen Fragen ihren Rat einzuholen. Zusammen mit einem Syndikus bildeten diese Amtsträger und die Direktoren den Kollegiatsrat. Alle Amtsträger wurden zunächst auf unbestimmte Zeit, schließlich auf Lebenszeit gewählt.
Das schwäbische Reichsgrafenkollegium kam ab 1533 zu regelmäßigen Grafentagen zusammen. Unterbrochen wurden die Treffen während des Dreißigjährigen Krieges zwischen 1630 und 1645. In der Regel fand er gleichzeitig mit den Kreistagen des schwäbischen Reichskreises statt. Stimmrecht hatten die Oberhäupter der Mitgliedsterritorien. Bei dem Aussterben eines Geschlechts erlosch auch das Stimmrecht. Anfangs hatten die Grafen persönlich zu erscheinen, später konnten sie auch Vertreter entsenden. Es galt die einfache Mehrheit, seit 1613 die Zweidrittelmehrheit.
Voraussetzung der Mitgliedschaft war eine unmittelbare Reichsherrschaft. Seit Mitte des 16. Jahrhunderts gab es Ausnahmen. Danach gab es Realisten, d. h. solche Mitglieder, die tatsächlich über ein Territorium verfügten und Personalisten. Diese umfasste die Mitglieder, bei denen man vorübergehend oder auf Dauer auf den Besitz eines Territoriums verzichtete.
Auf den Kreistagen des schwäbischen Reichskreises bildete das schwäbische Reichsgrafenkollegium die Grafenbank. Da die Mitglieder – bis auf Baden, das seit 1747 hinzukam – katholisch waren, gehörte das Kollegium zum Corpus Catholicorum. In der Aufrufordnung des Reichsfürstenrats nahm die Schwäbische Grafenbank # 98 ein. Das Ende des Reiches 1806 bedeutete auch das Ende des schwäbischen Reichsgrafenkollegiums.

## Die Mitglieder des Schwäbischen Reichsgrafenkollegiums 1792
- 01. Fürst von Fürstenberg (wegen Heiligenberg und Werdenberg[Anm. 1])
- 02. Fürstäbtissin von Buchau (wegen der Herrschaft Straßberg)
- 03. Landkomtur des Deutschen Ordens der Ballei Elsass und Burgund als Komtur zu Altshausen
- 04. Fürsten und Grafen zu Oettingen (3 regierende Herren: Wallerstein, Baldern, Spielberg)
- 05. Erzherzog von Österreich (wegen der Grafschaft Montfort, seit 1782)
- 06. Kurfürst von Bayern (wegen der Grafschaft Helfenstein, seit 1769)
- 07. Fürst von Schwarzenberg (wegen der Landgrafschaft Klettgau  und der Grafschaft Sulz)
- 08. Grafen von Königsegg (2 regierende Herren: Rothenfels, Aulendorf)
- 09. Grafen Truchsess von Waldburg[Anm. 2] (4 regierende Herren: Wolfegg-Waldsee, Wolfegg-Wolfegg[Anm. 3], Zeil-Wurzach, Zeil-Zeil und Trauchburg)
- 10. Markgrafen von Baden (wegen Eberstein, seit 1747)
- 11. Fürst von Hohenzollern-Hechingen
- 12. Freiherr von Freyberg (wegen der Herrschaft Justingen, seit 1754)
- 13. Graf von der Leyen (wegen Hohengeroldseck, seit 1710/11)
- 14. Fürst und Grafen Fugger (5 regierende Herren: Glött und Oberndorf, Babenhausen und Boos, Fugger zu Dietenheim und Brandenburg, Fugger zu Kirchberg und Weißenhorn, Fugger zu Mickhausen und Schwindegg, seit 1654/1708)
- 15. Erzherzog von Österreich (wegen der Grafschaft Hohenems, seit 1765)
- 16. Graf von Abensperg und Traun (wegen der Herrschaft Eglofs, seit 1654)
- 17. Fürstabt von St. Blasien (wegen der Grafschaft Bonndorf, seit 1662)
- --. Graf von Sinzendorf (wegen der Herrschaft Thannhausen, 1708 an Graf von Stadion verkauft)
- 18. Graf von Stadion (wegen der Herrschaft Thannhausen, seit 1708)
- 19. Fürst von Thurn und Taxis (wegen der Herrschaft Eglingen[Anm. 4], seit 1727)
- --. Graf von Maxlrain (1734 erloschen)
- --. Graf von Rechberg (1609 Reichsgrafen, jedoch Sitz auf der Grafenbank bestritten)
- --. Graf von Pappenheim (1629 Reichsgrafen, jedoch Sitz auf der Grafenbank bestritten)
- --. Graf von Tilly (wegen der Herrschaft Breitenbrunn, 1724 erloschen)
- --. Graf von Weissenwolff (wegen der Herrschaft Sonnegg auf Waldenstein, 1609 erloschen)
- --. Graf von Wolkenstein (wegen der Herrschaft Trostburg und Neuhauß, 1774 erloschen)
- 20. Graf von Khevenhüller (als Personalist, 1737)
- 21. Graf von Kuefstein (als Personalist, 1737)
- 22. Fürst von Colloredo (als Personalist, 1653/1741)
- 23. Graf von Harrach (als Personalist, 1752)
- 24. Graf von Sternberg (als Personalist, 1752)
- 25. Graf von Neipperg (als Personalist, 1766)
- 26. Graf Trautmannsdorff (als Personalist, 1779)
- 27. Graf von Waldstein-Wartenberg (als Personalist, 1774/1775)
- 28. Graf von Sickingen (als Personalist, 1791)
- --. Graf von Schlick (1437 Reichsgrafen, 1621 ausgeschlossen)

## Wappen

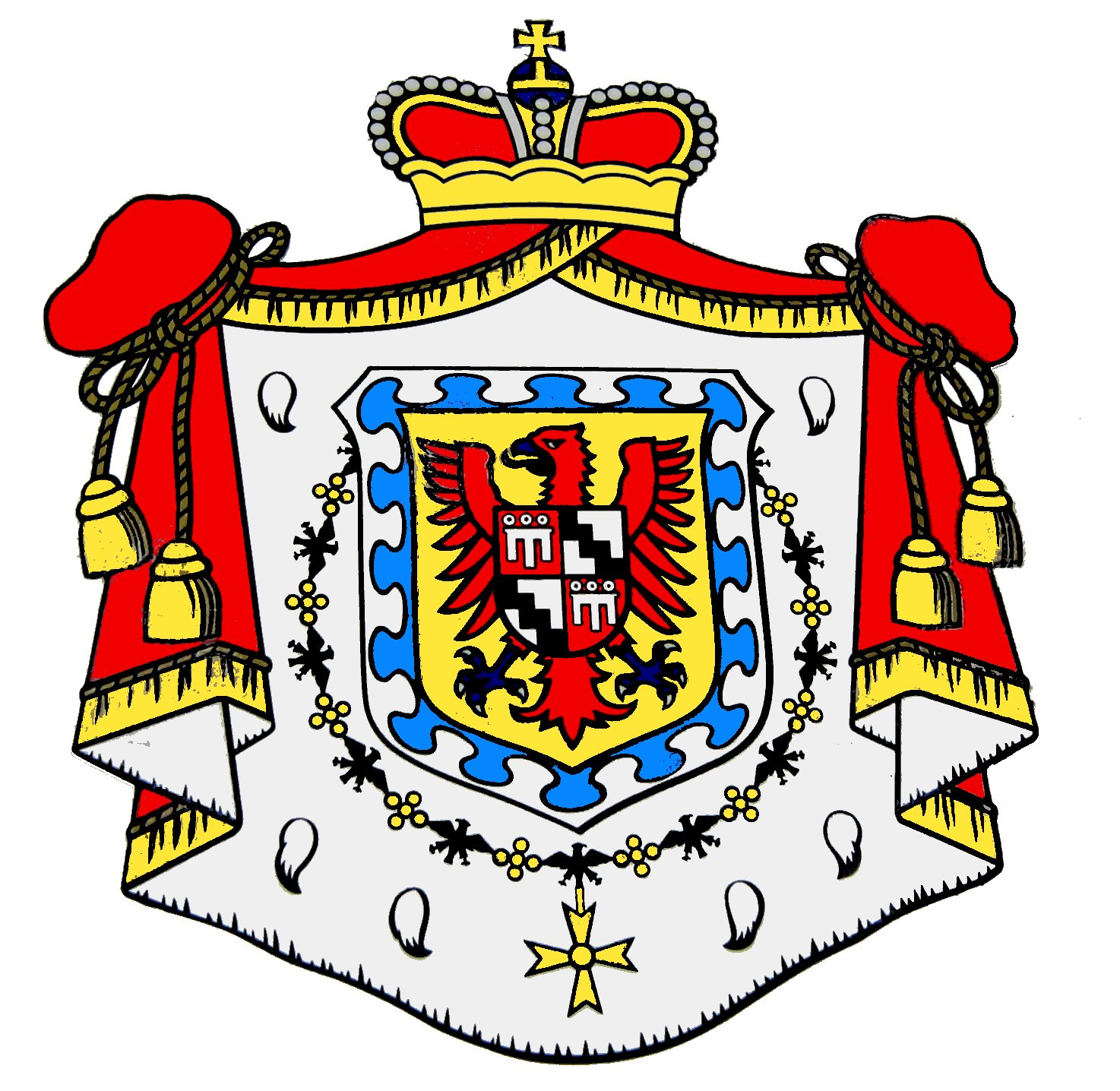
Fürstenberg
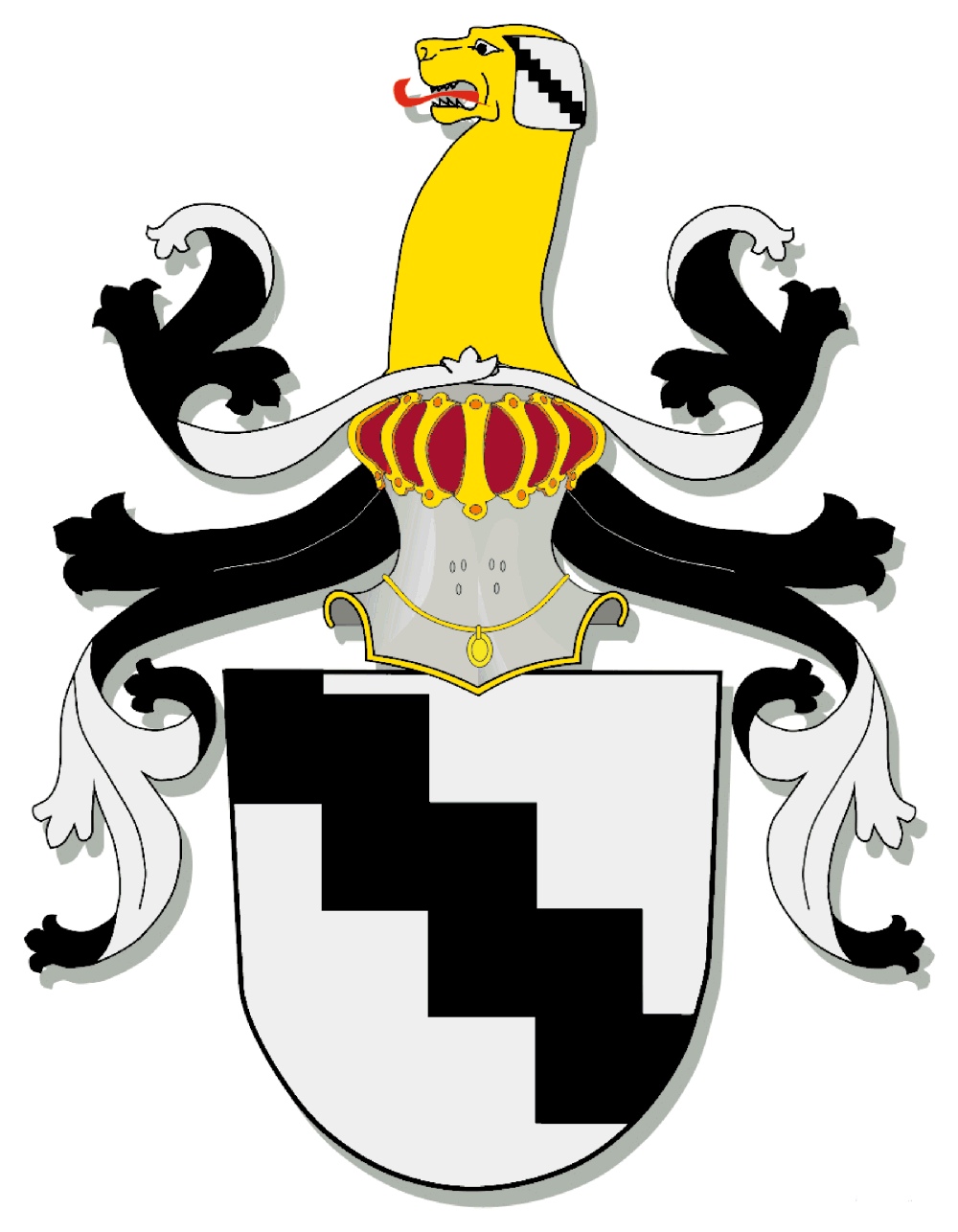
Heiligenberg
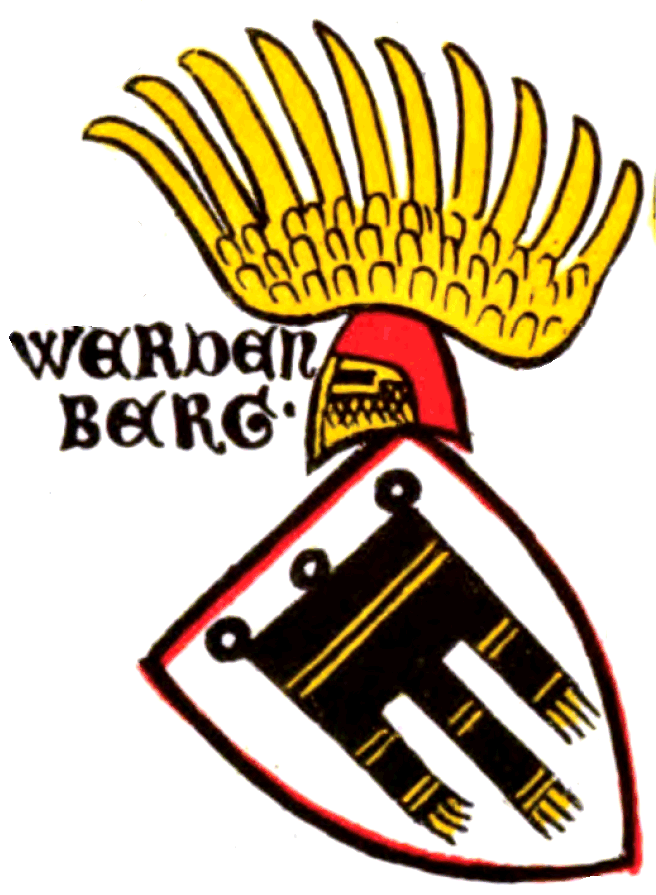
Werdenberg
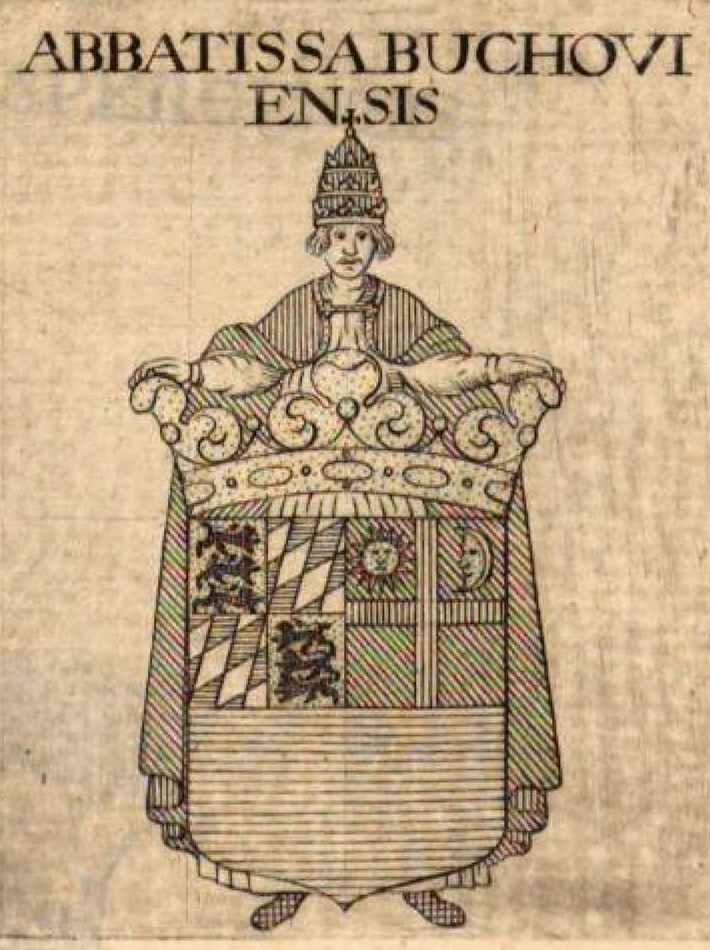
Damenstift Buchau
Strassberg
Deutscher Orden
Oettingen
Österreich
Montfort
Bayern
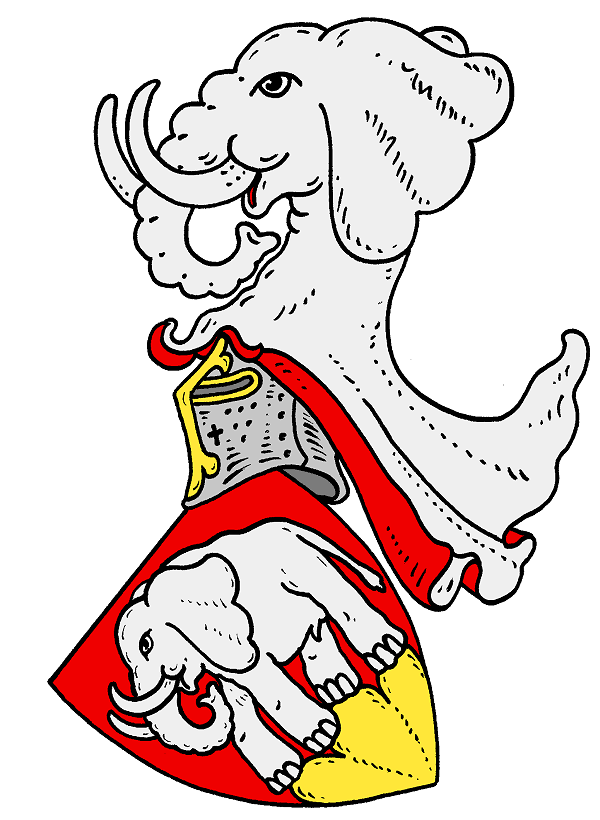
Helfenstein
Schwarzenberg
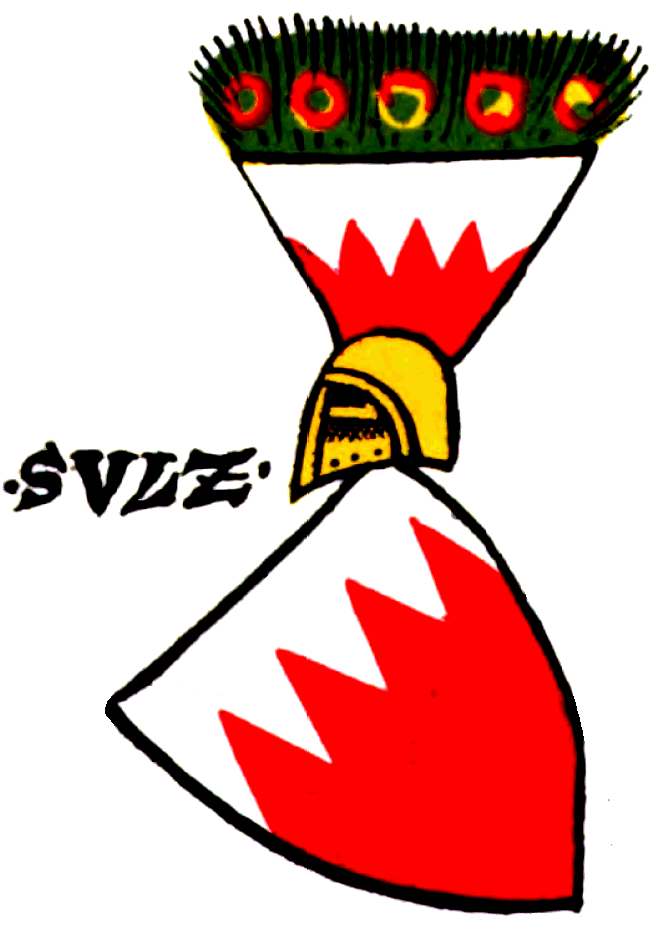
Sulz
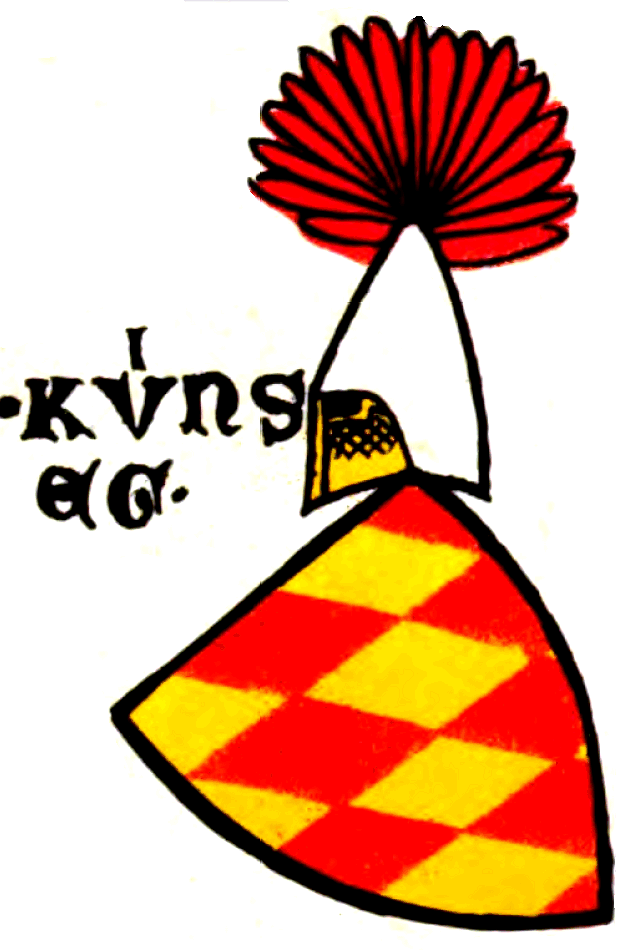
Königsegg
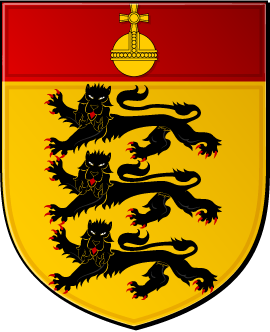
Waldburg
Baden
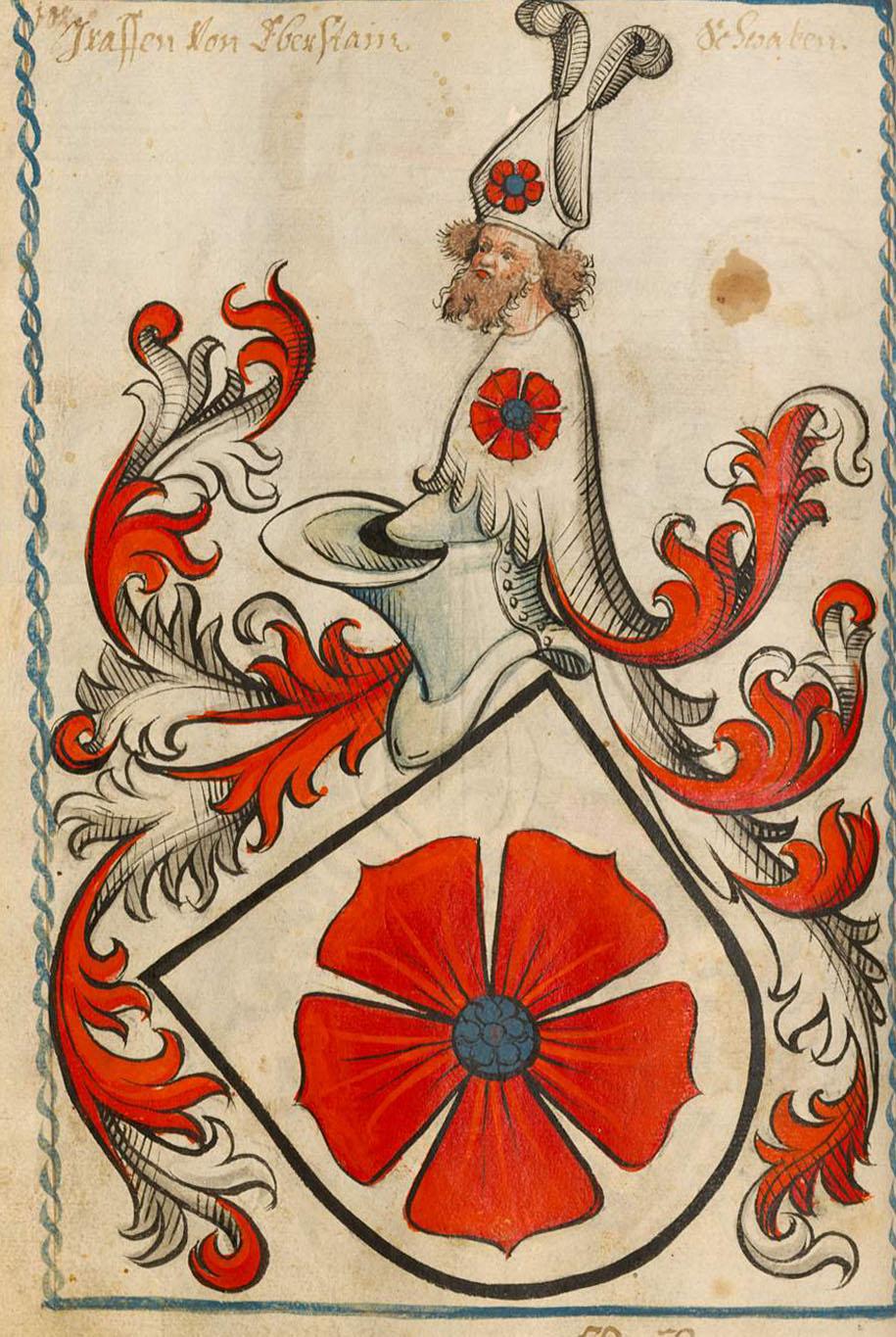
Eberstein
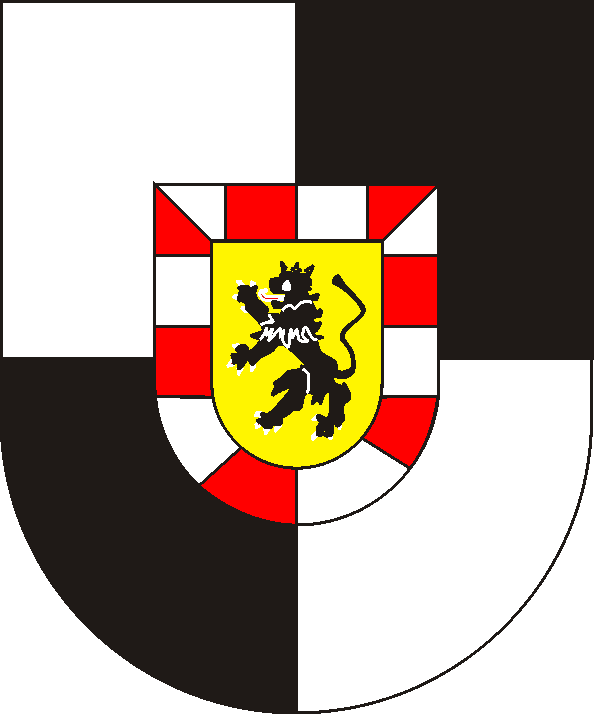
Hohenzollern-Hechingen
Freyberg
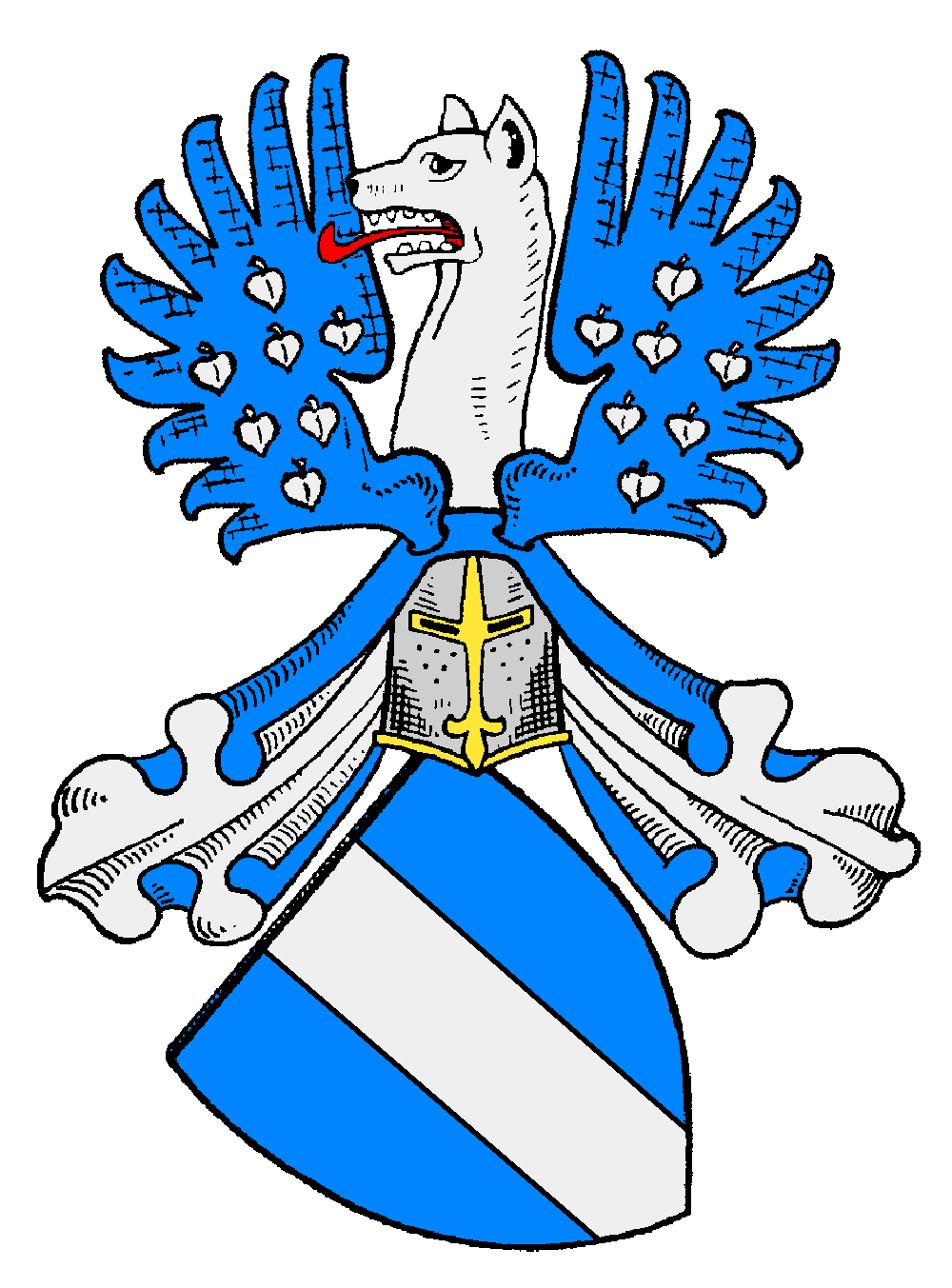
von der Leyen
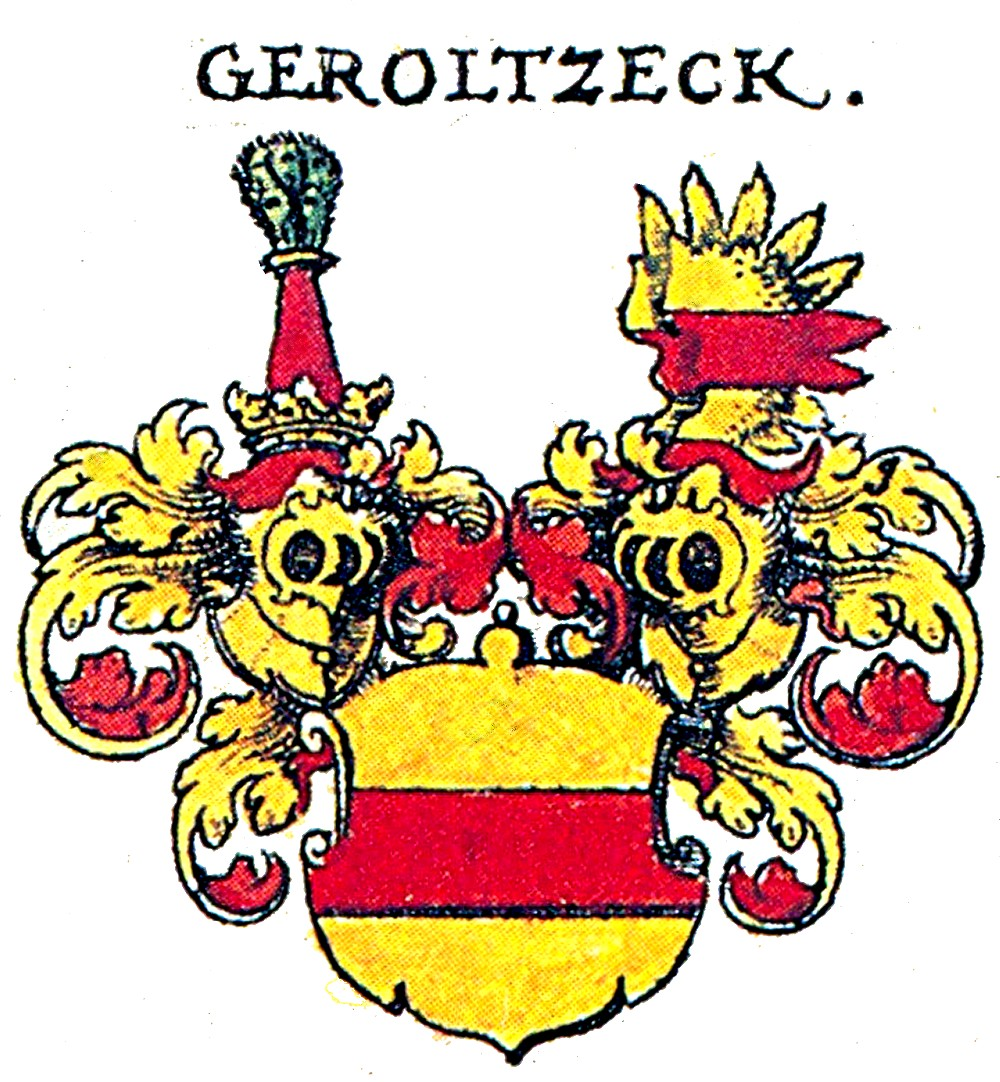
Hohengeroldseck
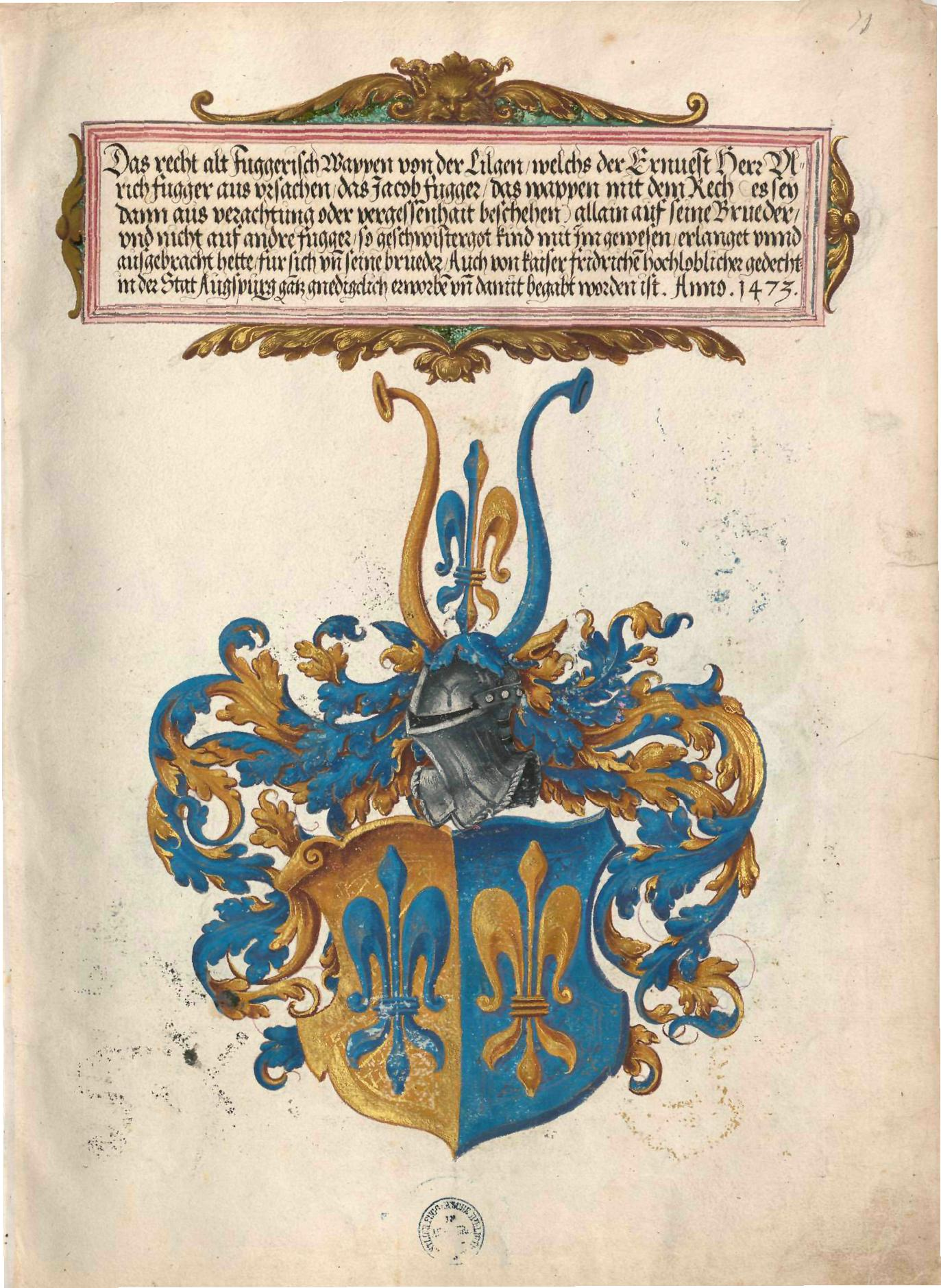
Fugger
Hohenems
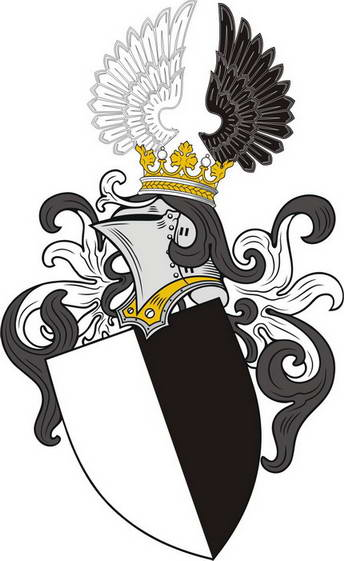
Abensperg und Traun
St Blasien
Stadion
Thurn und Taxis
Khevenhüller
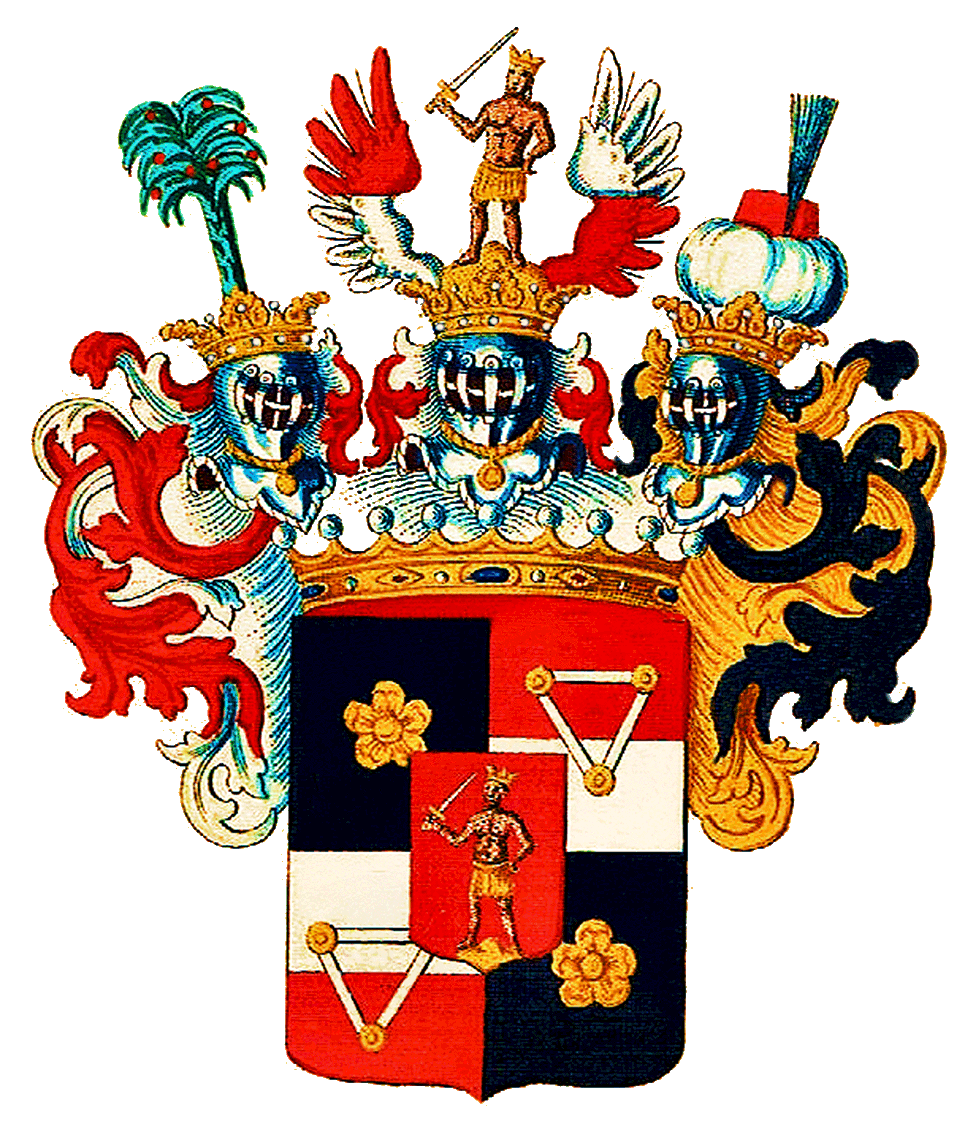
Kuefstein
Colloredo
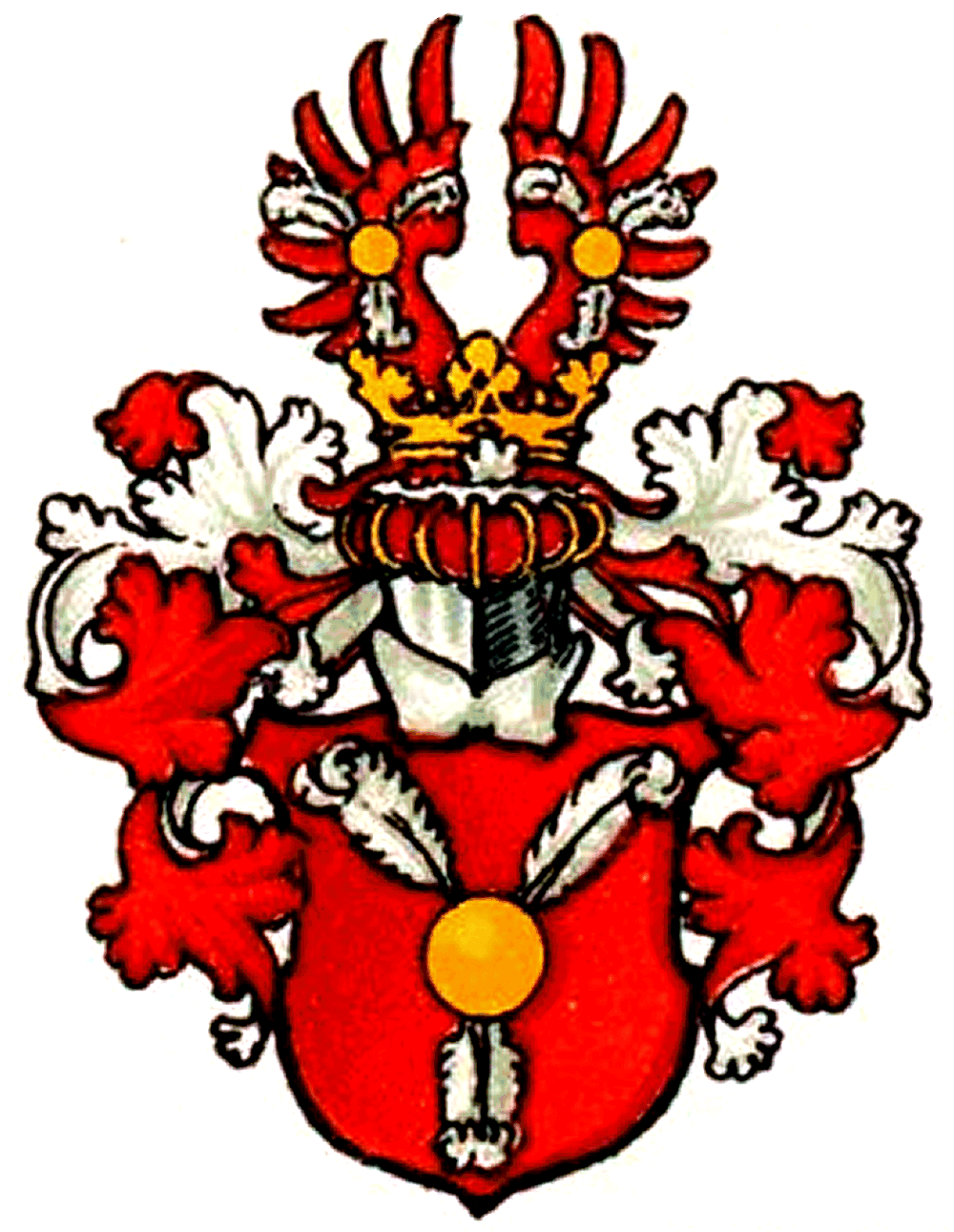
Harrach
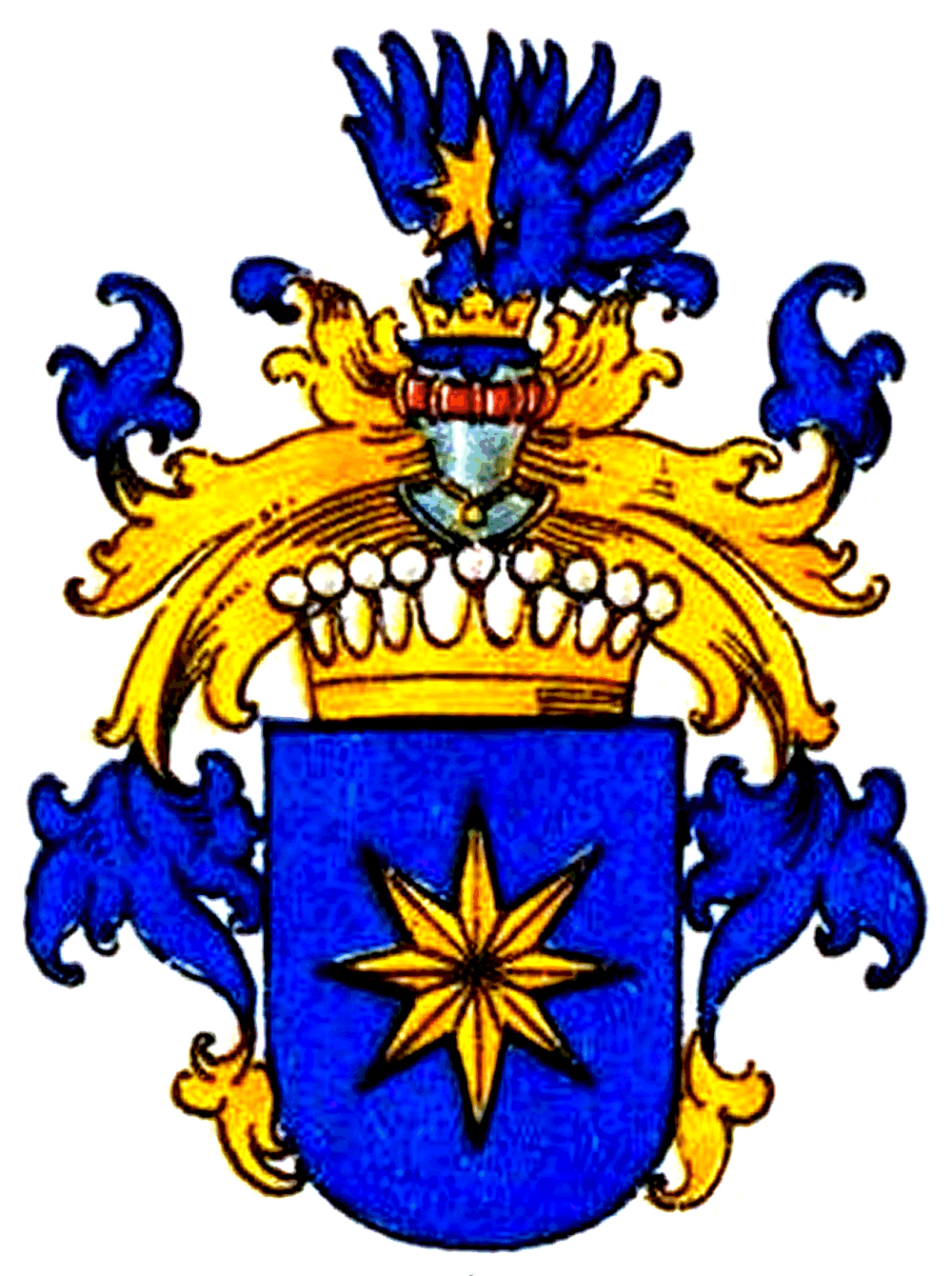
Sternberg
Neipperg
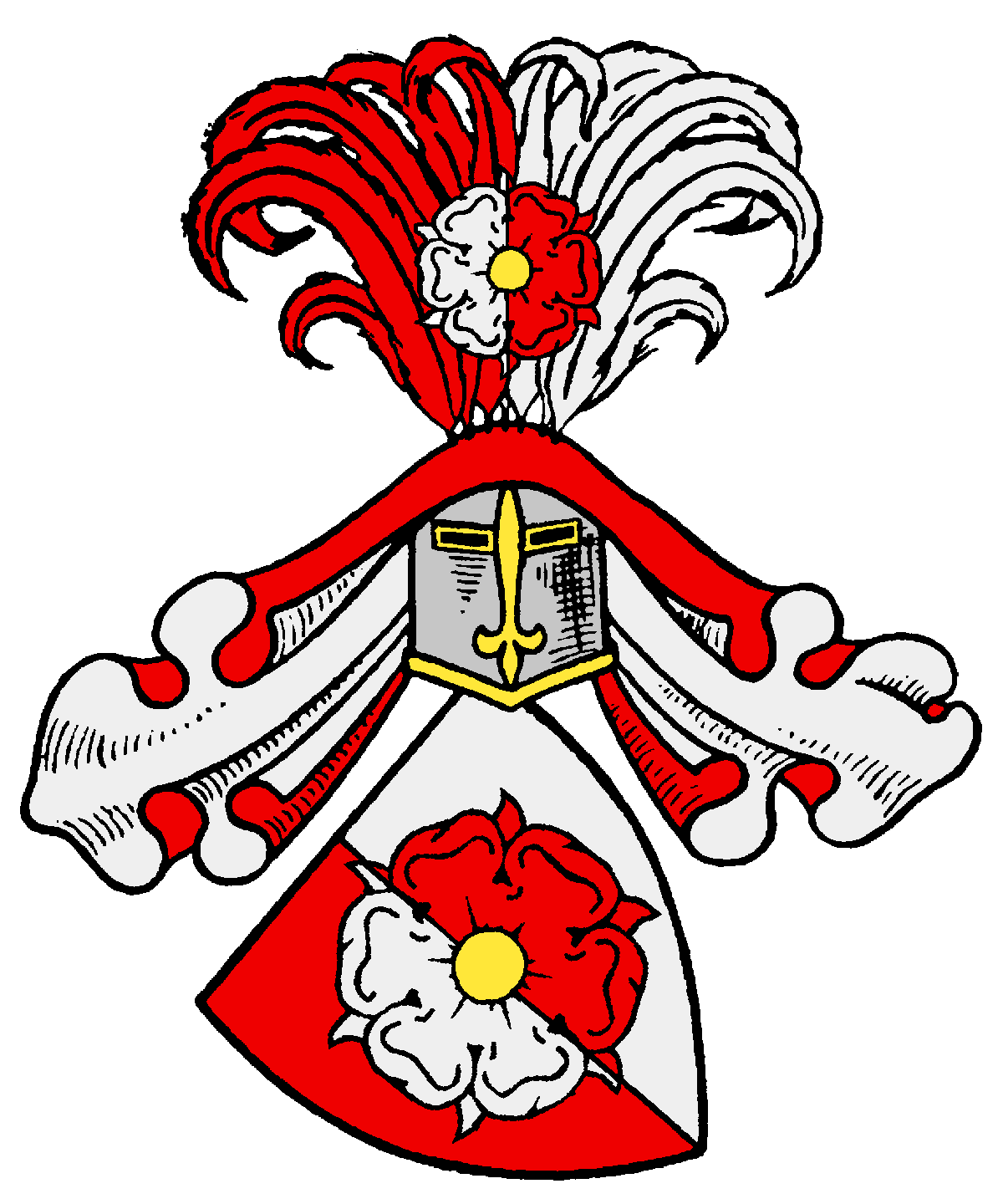
Trauttmansdorff
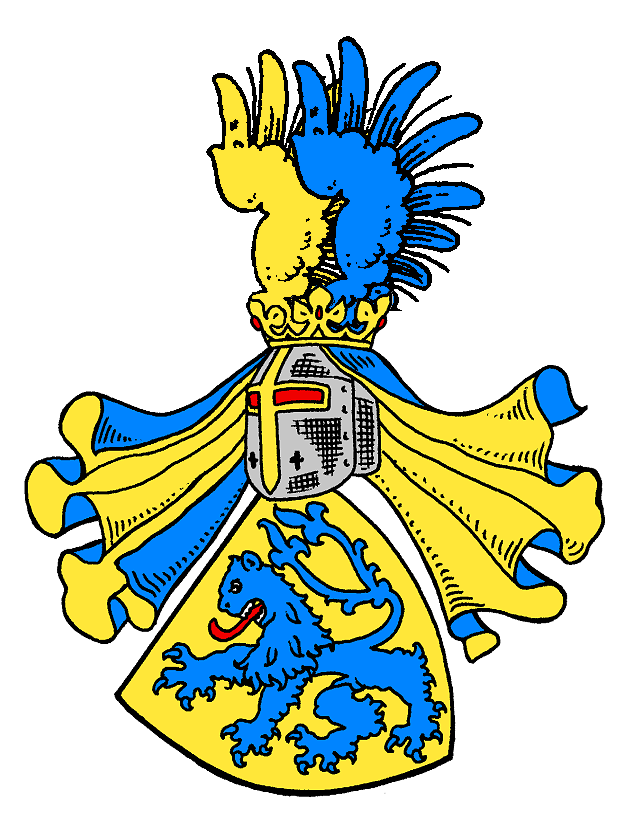
Waldstein
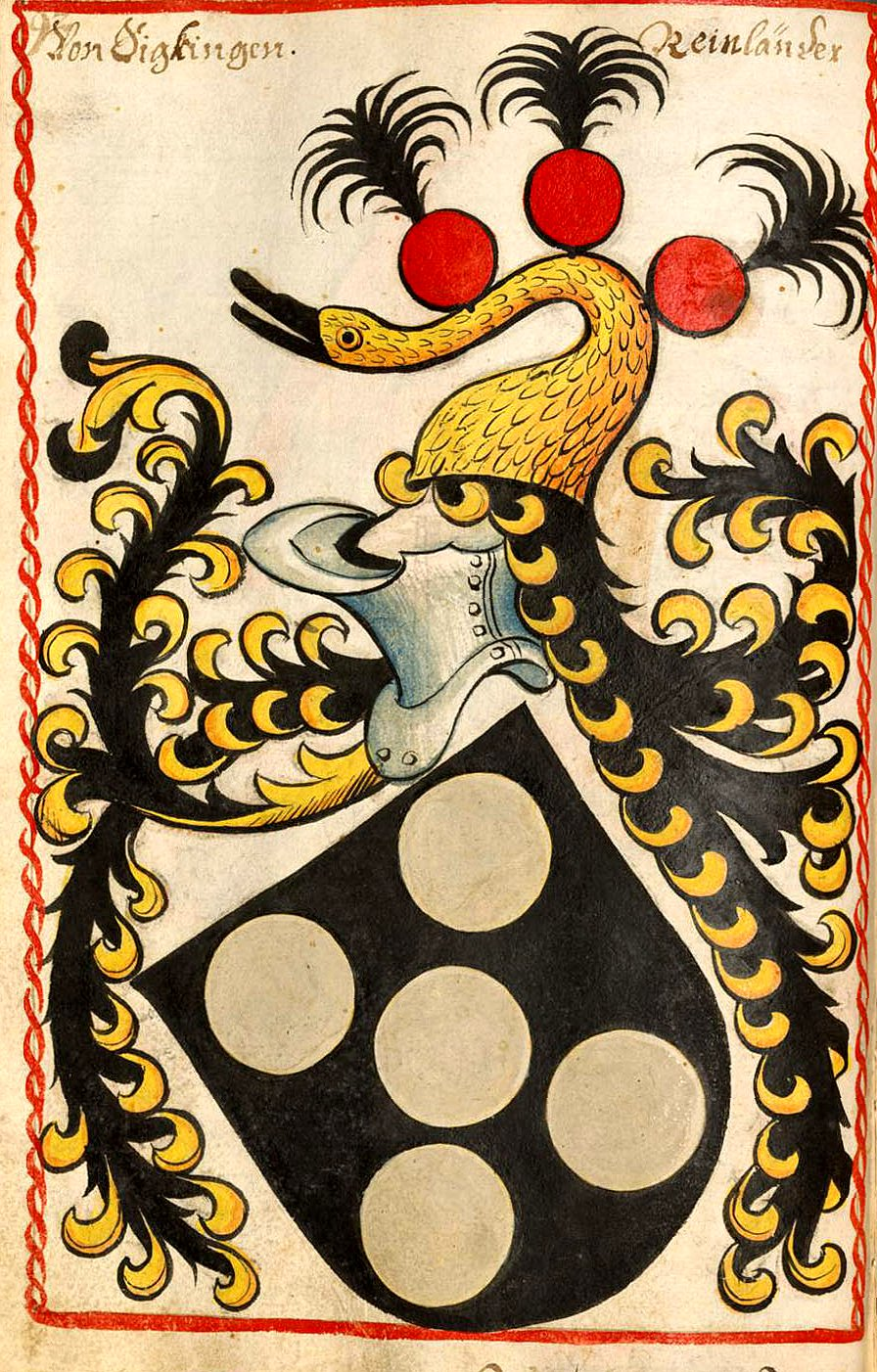
Sickingen

## Auflösung des Schwäbischen Reichsgrafenkollegiums
Mit dem Reichsdeputationshauptschluss vom 25. Februar 1803 begann das Ende des Schwäbischen Reichsgrafenkollegiums.
- Der Fürst von Thurn und Taxis erhielt in § 13 Stadt und gefürsteten Damenstift Buchau als Reichsfürstentum Buchau;
- In § 26 wurde der Besitz des Johanniterordens garantiert und ihm dazu die Grafschaft Bonndorf zugeteilt. Bereits 1805 fiel Bonndorf an Württemberg und wurde im Rheinbundvertrag vom 12. Juli 1806 an Baden abgetreten (Art. 14, 19).
- In § 32 wurde die Neuordnung der Virilstimmen im Reichsfürstenrat vorgenommen. Dabei erhielten eigene Virilstimmen und schieden aus dem Reichsgrafenkollegium aus
  - Oettingen-Spielberg und Oettingen-Wallerstein,
  - Schwarzenberg erhielt eine zusätzliche Virilstimme für Klettgau.

1804 wurde Königsegg-Rothenfels an Österreich verkauft, jedoch bereits 1805 von Bayern annektiert.
Mit der Auflösung von Vorderösterreich und der Ballei Elsass und Burgund des Deutschen Ordens fielen in Art. VIII des Friedens von Schönbrunn vom 16. Dezember 1805 Montfort und Hohenems sowie die Kommende Rohr und Waldstetten an Bayern, bekräftigt im Rheinbundvertrag, Art. 17.
Die Fürsten von Hohenzollern-Hechingen und von der Leyen (für Hohengeroldseck) wurden Signatarstaaten der Rheinbundakte vom 12. Juli 1806. Allerdings verloren weitere Mitglieder des Schwäbischen Reichsgrafenkollegiums ihre Selbständigkeit und wurden mediatisiert.
- Art. 24 zählte die Territorien auf, die den mit Napoleon verbündeten Rheinbundstaaten zugeschlagen wurden:
  - der König von Bayern erhielt Oettingen, die Grafschaften Fugger, Thannhausen und Eglingen,
  - der König von Württemberg erhielt Königsegg-Aulendorf, Waldburg, Justingen, Eglofs sowie im Art. 18 die ehemalige Deutschordenskommende Altshausen,
  - der Großherzog von Baden erhielt Fürstenberg, Klettgau und Sulz, Eberstein,
  - der Fürst von Hohenzollern-Sigmaringen erhielt die Herrschaft Straßberg[Anm. 5] sowie in Art. 23 die Deutschordenskommenden Achberg und Hohenfels.

Eine letzte Korrektur wurde im Grenzvertrag zwischen dem Königreich Bayern und dem Königreich Württemberg, geschlossen in Paris am 18. Mai 1810, vorgenommen. Bayern erhielt Trauchburg und trat Oettingen-Baldern, Montfort, Helfenstein und Eglingen an Württemberg ab.